# Грей, Джон (поэт)
Джон Генри Грей (англ. John Henry Gray) (2 марта 1866 — 14 июня 1934) — английский поэт, автор произведений Silverpoints, The Long Road и Park: A Fantastic Story. Часто считается прототипом Дориана Грея — вымышленного персонажа романа Оскара Уайльда.

## Биография

### Ранние годы
Джон Грей родился в рабочем районе Ист-Энда Бетнал-Грине. Он был первым из девяти детей Джона Грея и Ханны Уильямсон. Несмотря на хорошие оценки в школе, ему не удалось окончить среднюю школу, и в тринадцать лет он устроился на работу токарем в Вульвичский арсенал, где работал его отец. Причины, по которым Джон забросил образование, остаются загадкой. Впрочем, вскоре он продолжил своё образование, самостоятельно изучая математику, французский, немецкий, латынь, музыку и искусство. В 1882 году он сдал необходимые экзамены и устроился работать в один из отделов Лондонского главпочтамта. Спустя пять лет Грей стал членом Лондонского университета, сдав соответствующий экзамен, а через год, в 1888 году, получил работу в министерстве иностранных дел.

### Встреча с Уайльдом
Точная дата встречи Джона Грея с Оскаром Уайльдом неизвестна, но как считает Ричард Эллман, отношения между ними начались не позднее 1889 года. Вскоре их связь стала предметом обсуждения в лондонском обществе, их считали любовниками. После выхода знаменитого романа О. Уайльда «Портрет Дориана Грея» многие стали называть Джона Грея именем героя, да и сам поэт подписал по крайней мере одно из своих писем Уайльду «Дориан». Впрочем, Эллман полагал, что фамилия не указание на прототип, а просто лесть своему другу.
Вплоть до 1892 года Грей был одним из постоянных спутников Уайльда, который также обещал издать его первую книгу «Рисунки серебряным карандашом». Но постепенно их отношения разладились. Так, в конце 1892 года Джон заявил одному из друзей, что подумывает о самоубийстве. Не улучшали ситуацию и слухи, которые продолжали называть Грея протеже Уайльда, а также полным прототипом Дориана из романа, которые в этом же году опубликовала газета Star, и Уайльду, по настоянию Грея, пришлось направить письмо в Daily Telegraph с опровержением. Именно в это время в жизни поэта появляется Андре Раффалович.

### Католицизм
Джон Грей впервые перешёл в католичество в 1890 году, но вскоре отошёл от него, вернувшись лишь после суда над Уайльдом. После этого он бросил работу в министерстве иностранных дел, и 28 ноября 1898 года, в возрасте 32 лет, он поступил в The Scots College в Риме. 21 декабря 1901 году в Латеранской базилике он был рукоположён в сан кардиналом Пьетро Респиги, после чего служил священником в Эдинбурге.
Ставший к этому времени близким другом, Андре Раффалович также принял католичество в 1896 году, став мирянином-терциарием доминиканского ордена. После возвращения Грея из Рима в Эдинбург, поселился рядом с церковью Святого Петра в Морнингсайде, где служил тогда поэт.
Умер поэт 14 июня 1934 года в доме престарелых, пережив Раффаловича всего на четыре месяца.

## Произведения
- Silverpoints (1893)
- The Blue Calendar (1895–1897)
- Spiritual Poems, chiefly done out of several languages (1896)
- Ad Matrem: Fourteen Scenes in the Life of the Blessed Virgin Mary (1903)
- Vivis (1922).
- The Long Road (1926)
- Poems (1931)
- Park: A Fantastic Story (1932)